# Olof Strandberg
Olof Strandberg, född den 15 februari 1816 i socknen Langenhanshagen nära Barth i Pommern, död den 21 juni 1882 i Stockholm, var en svensk operasångare (tenor), verksam vid Kungliga Teatern.

## Uppväxt
Strandberg föddes i socknen Langenhanshagen i Pommern, där fadern, Olof Strandberg, som senare blev kyrkoherde i Hammars pastorat i Strängnäs stift, hade en lärarbefattning. Modern, Christina Maria Berg, var dotter till klockaren i socknen. Han var äldst bland ett stort antal syskon, bland vilka författaren C.V.A. Strandberg (1818–1877) var den som blev mest bekant. Vid ett års ålder följde Olof föräldrarna till Sverige, där fadern fick tjänst som präst.

## Karriär

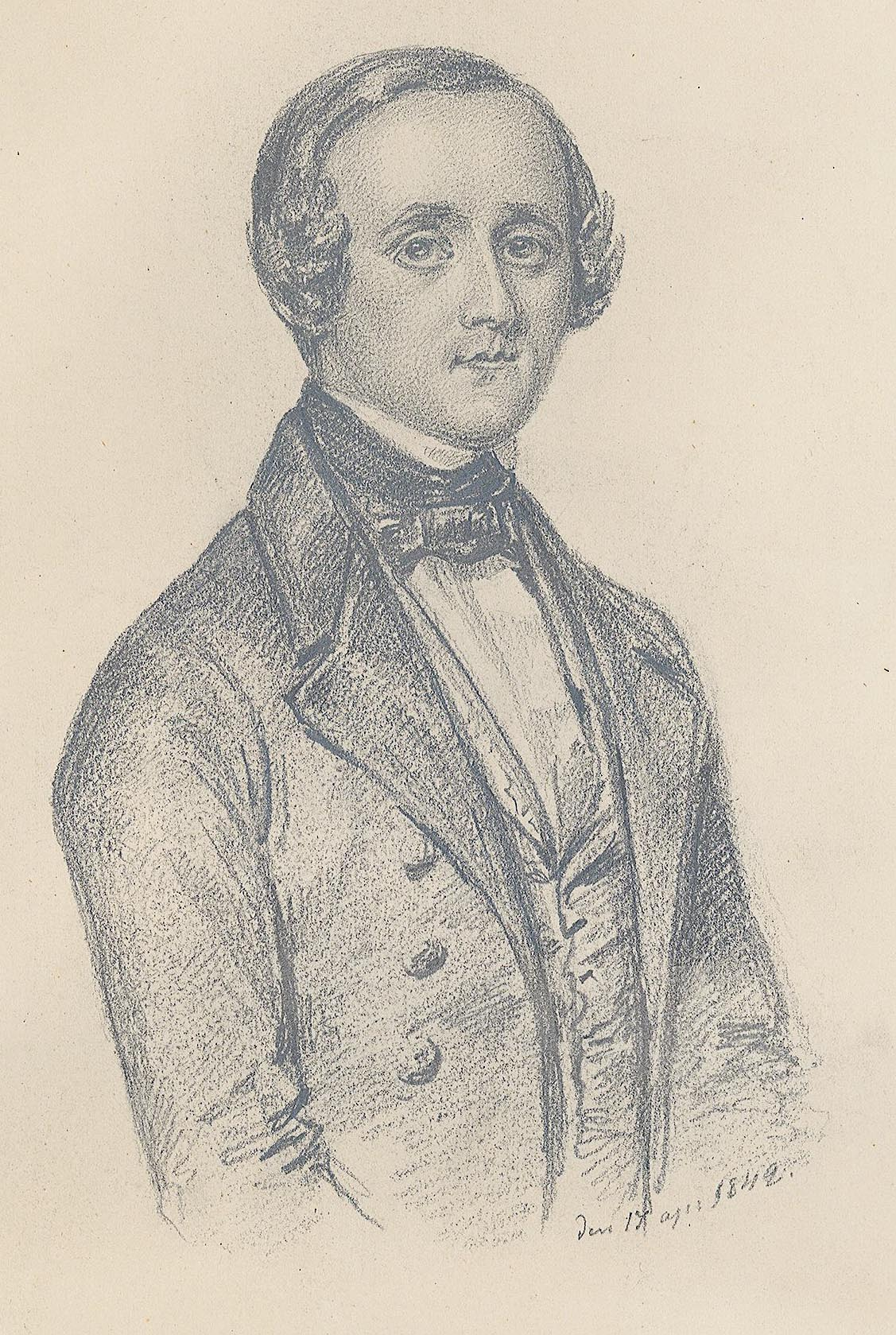
Strandberg som ung debutant, tecknad av Maria Röhl 1842.

1836 blev Strandberg student vid Uppsala universitet, och 1838 kom han till Lund, där han anslöt sig till Otto Lindblads sångarskara. I Lund lärde han känna tonsättaren och författaren Johan Magnus Rosén, som den 1 maj 1840 i ett brev rekommenderade honom till Carl David Forsberg, direktör för ekonomin vid Kungliga Teatern. Strandberg erbjöds att genast resa till Stockholm, men då han kom dit i juni samma år var han förkyld, och han tillbringade därefter hela sommaren hos sina föräldrar i Närke, där han tillfrisknade.
Den 22 februari 1841 debuterade han på Kungliga Teatern i rollen som Max i Carl Maria von Webers Friskytten. Hans andra roll blev som Jakob Friburg i Joseph Weigls Die Schweizerfamilie den 31 mars samma år, och efter detta tjänstgjorde han mot särskilt arvode till dess han året därpå fick ordinarie anställning som ”premiäraktör”. Bland hans många roller kan nämnas: Fra Diavolo, Tamino i Trollflöjten, Masaniello i La Muette de Portici, Robert le Diable, Stradella, Ernani, Rikard Lejonhjärta, Gustaf Vasa, Josef i Josef i Egypten, Georges i Vita frun, Edgar i Lucia di Lammermoor, Raoul i Hugenotterna, Raphael i Hälften var, Johan af Leyden i Profeten, Huon i Oberon och Arnold i Wilhelm Tell.
Strandberg ansågs ha en enastående tenorstämma, men hans dramatiska begåvning var inte lika stor, vilket fick till följd att hans största framgångar kom som konsert- och sällskapssångare. Den 29 maj 1869 hade han sin avskedsrecett på Kungliga Stora Teatern, där han gjorde Josefs roll i Josef i Egypten. Efter sin avgång från scenen blev han medarbetare i Post- och Inrikes Tidningar, vars redaktör då var hans bror, C.V.A. Strandberg. Denna befattning innehade han till sin död i Stockholm den 21 juni 1882.
Han var ledamot av Musikaliska akademien från 1855, och gav 1860 ut en musikalisk handbok, För vänner af operan (bearbetning av Ferdinand Gleich), och publicerade även översättningar av Otto Jahns W.A. Mozart (1865) och Vilhelm Topsøes Från Amerika (1874).

## Familj
Strandberg gifte sig första gången den 12 maj 1846 med skådespelerskan Aurora Wilhelmina Österberg, död 24 år gammal den 12 augusti 1850, och andra gången med operasångerskan Albertina Josefina Charlotta Linderoth. Han var far till operasångerskan Anna Maria Strandberg och cellisten och sångaren Per Maximilian Strandberg, samt svärfar till operasångerskan Wilhelmina Strandberg.
Hans bror C.V.A. Strandberg var författare och publicist, och brodern Paul Reinhold Strandberg var också publicist. Han var kusin till Carl Gustaf Strandberg.
Strandberg är begraven på Norra begravningsplatsen utanför Stockholm.